# Řícmanice
Řícmanice jsou obec v okrese Brno-venkov v Jihomoravském kraji, v Drahanské vrchovině. Od Brna jsou vzdálené asi 11 kilometrů. Žije zde 835 obyvatel.

## Historie
První písemná zmínka o obci pochází z roku 1210. Na počátku 17. století zde bylo 11 domů a mlýn, který zůstal po třicetileté válce pustý. Roku 1750 tvořilo obec 20 domů, v roce 1790 zde bylo už 35 domů s 209 obyvateli, roku 1834 to už bylo 40 domů a 268 obyvatel. První učitel začal působit v obci roku 1764, škola zde byla postavena roku 1852.

## Obyvatelstvo
| 1869 | 1880 | 1890 | 1900 | 1910 | 1921 | 1930 | 1950 | 1961 | 1970 | 1980 | 1991 | 2001 | 2011 | 2021 |
| ---- | ---- | ---- | ---- | ---- | ---- | ---- | ---- | ---- | ---- | ---- | ---- | ---- | ---- | ---- |
| 390  | 348  | 431  | 469  | 541  | 569  | 673  | 735  | 735  | 677  | 600  | 541  | 572  | 768  | 808  |

## Vybavenost obce
Nedaleko obce směrem na sever se nachází arboretum. Asi o 500 metrů dále stojí kříž. V obci je v provozu jedna restaurace, obchod, autoopravna, autolakýrnictví a mnoho dalších firem. Každoročně se v Řícmanicích pořádají tradiční hody. Byla zde zřízena nová stezka HVOZD.

## Společenský život
Samospráva obce od roku 2016 vyvěšuje 5. července moravskou vlajku.

## Pamětihodnosti
- vila Olgy a Bedřicha Benešových

## Galerie

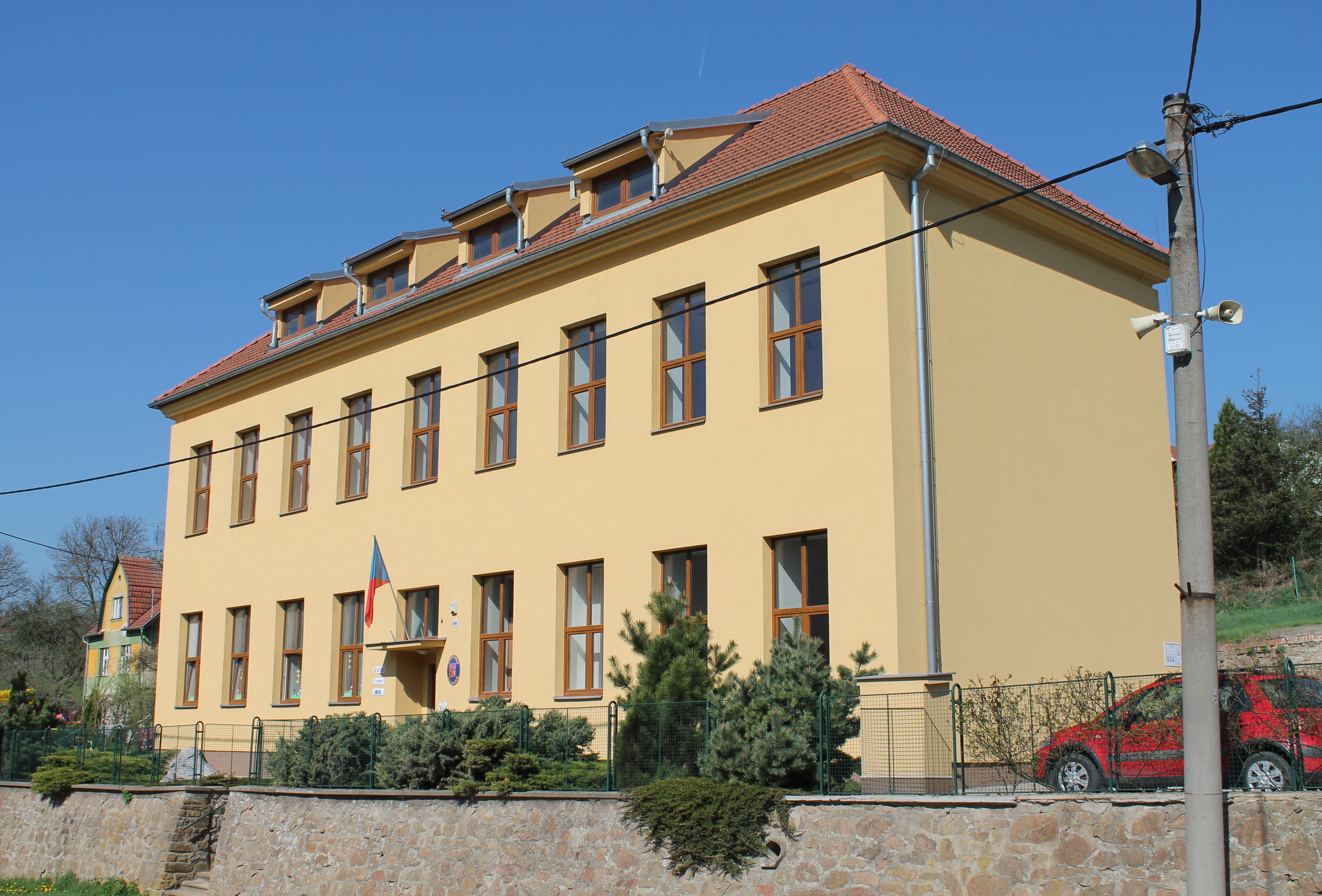
Obecní úřad
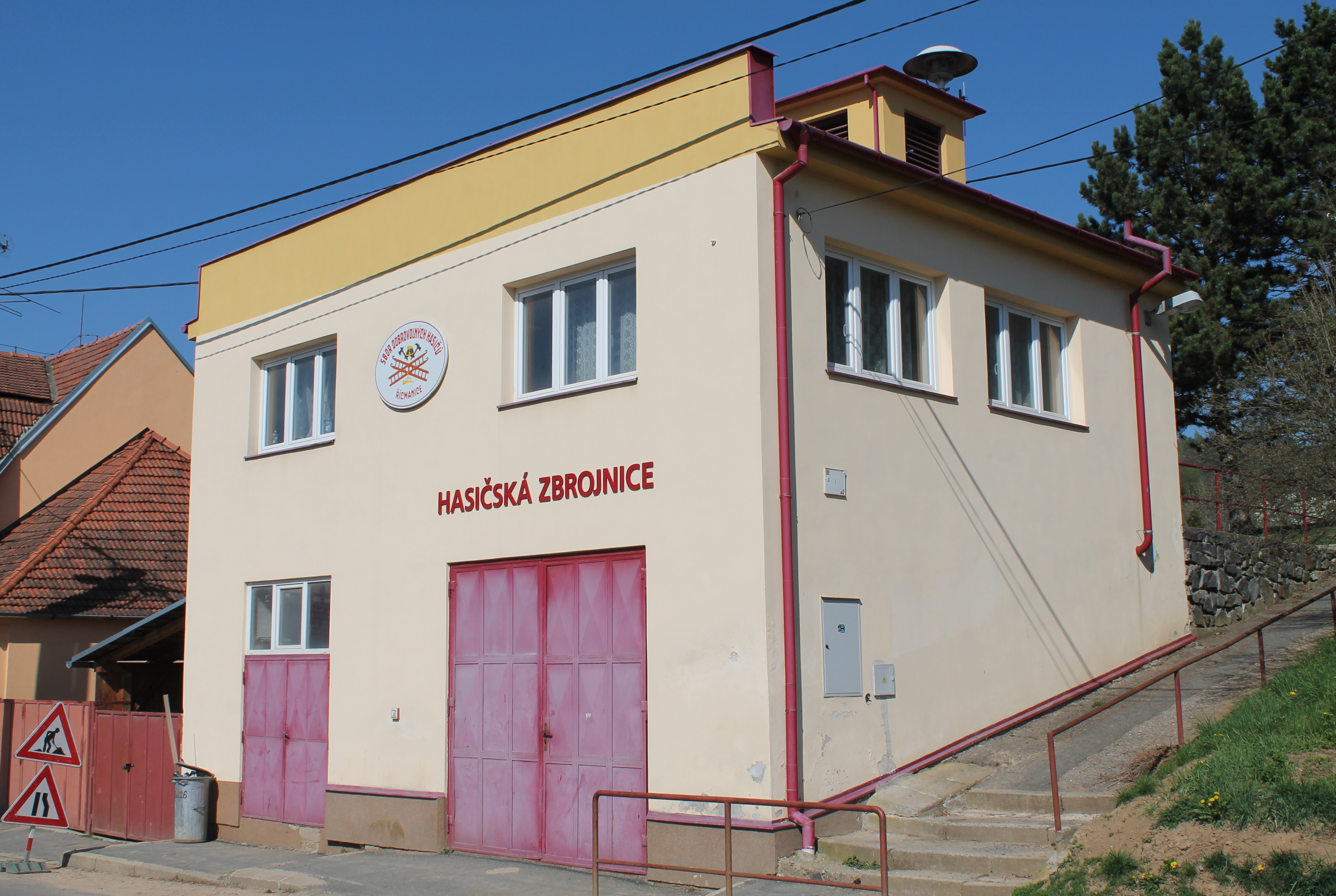
Hasičská zbrojnice
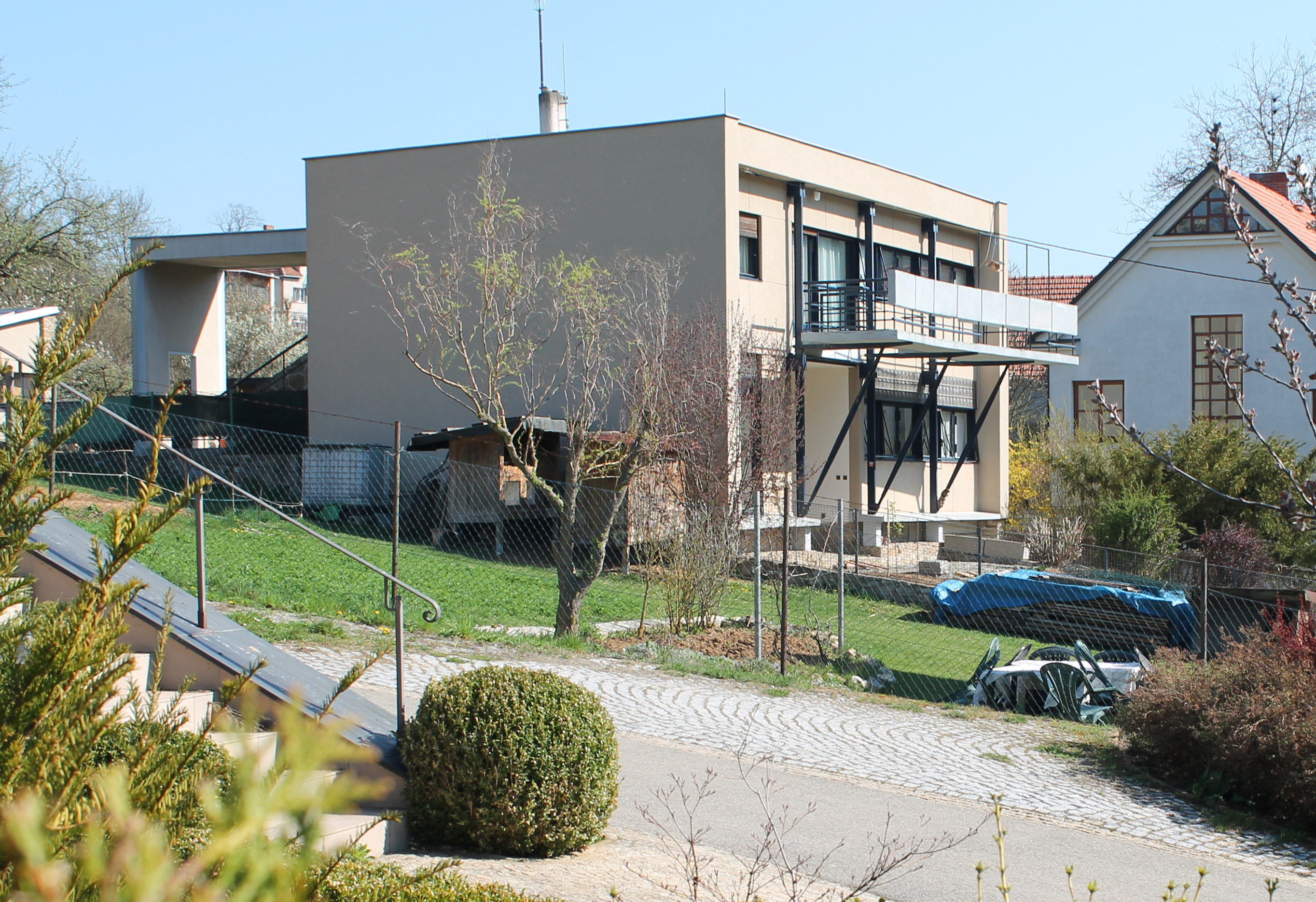
Vila Olgy a Bedřicha Benešových
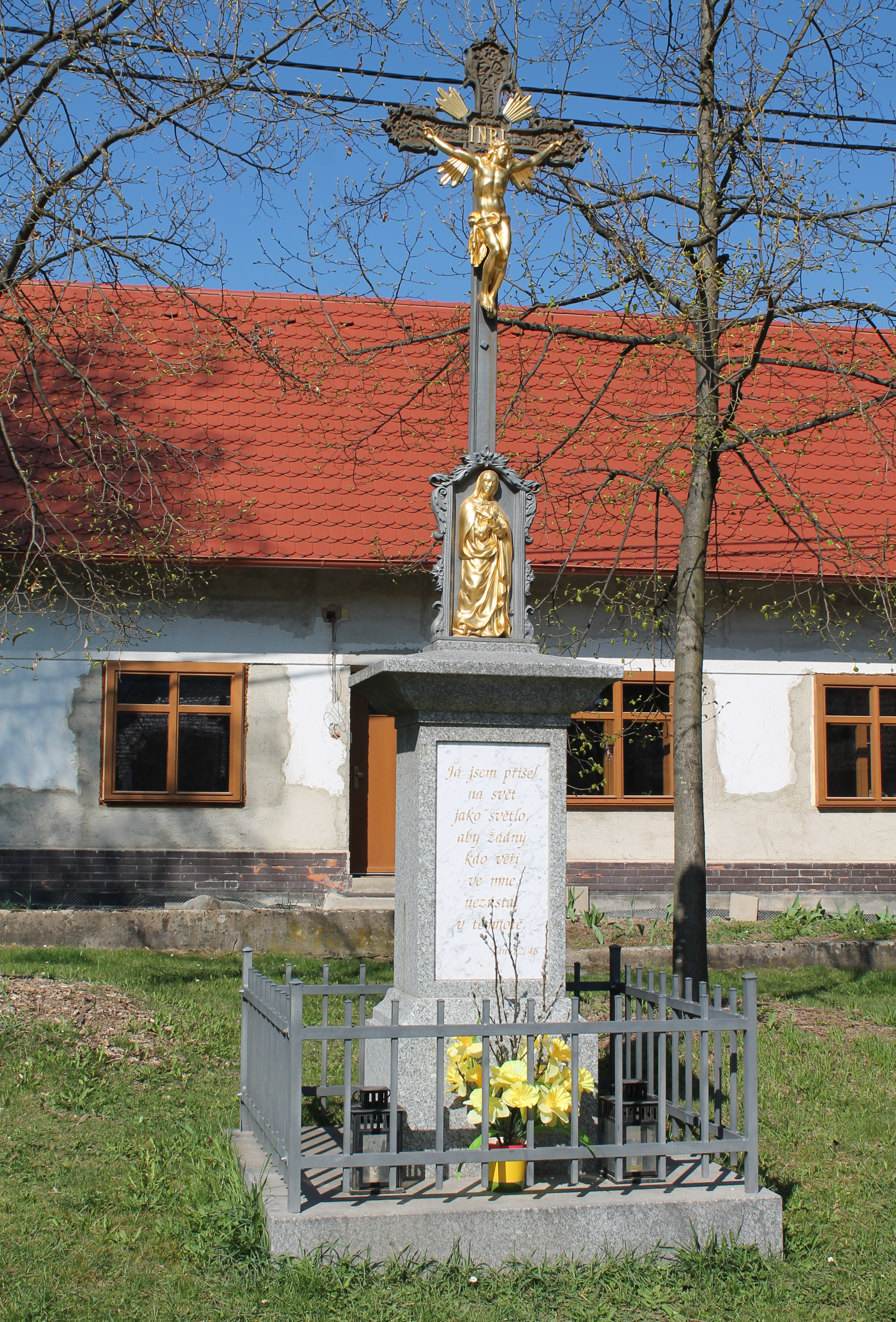
Kříž na návsi
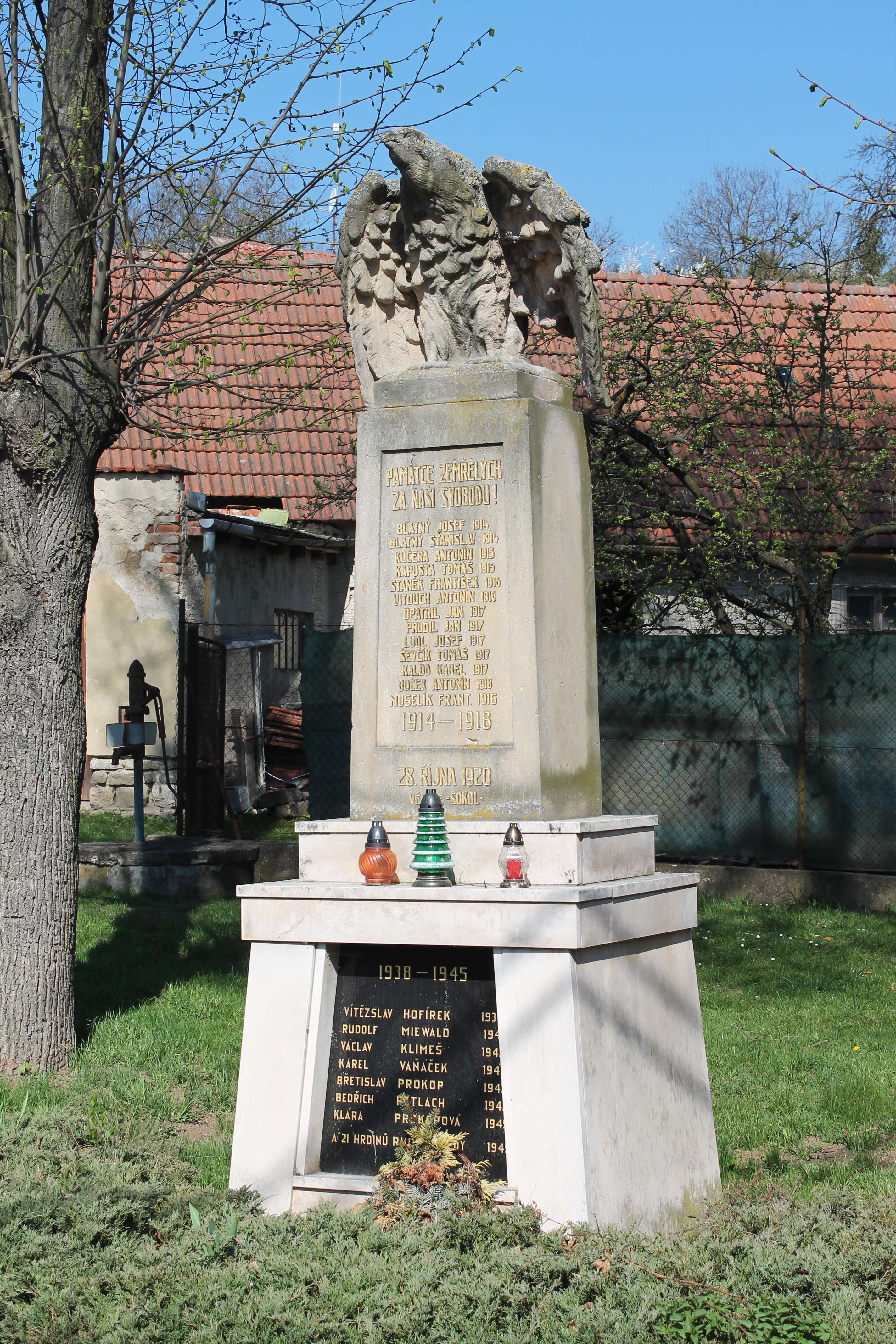
Pomník padlým
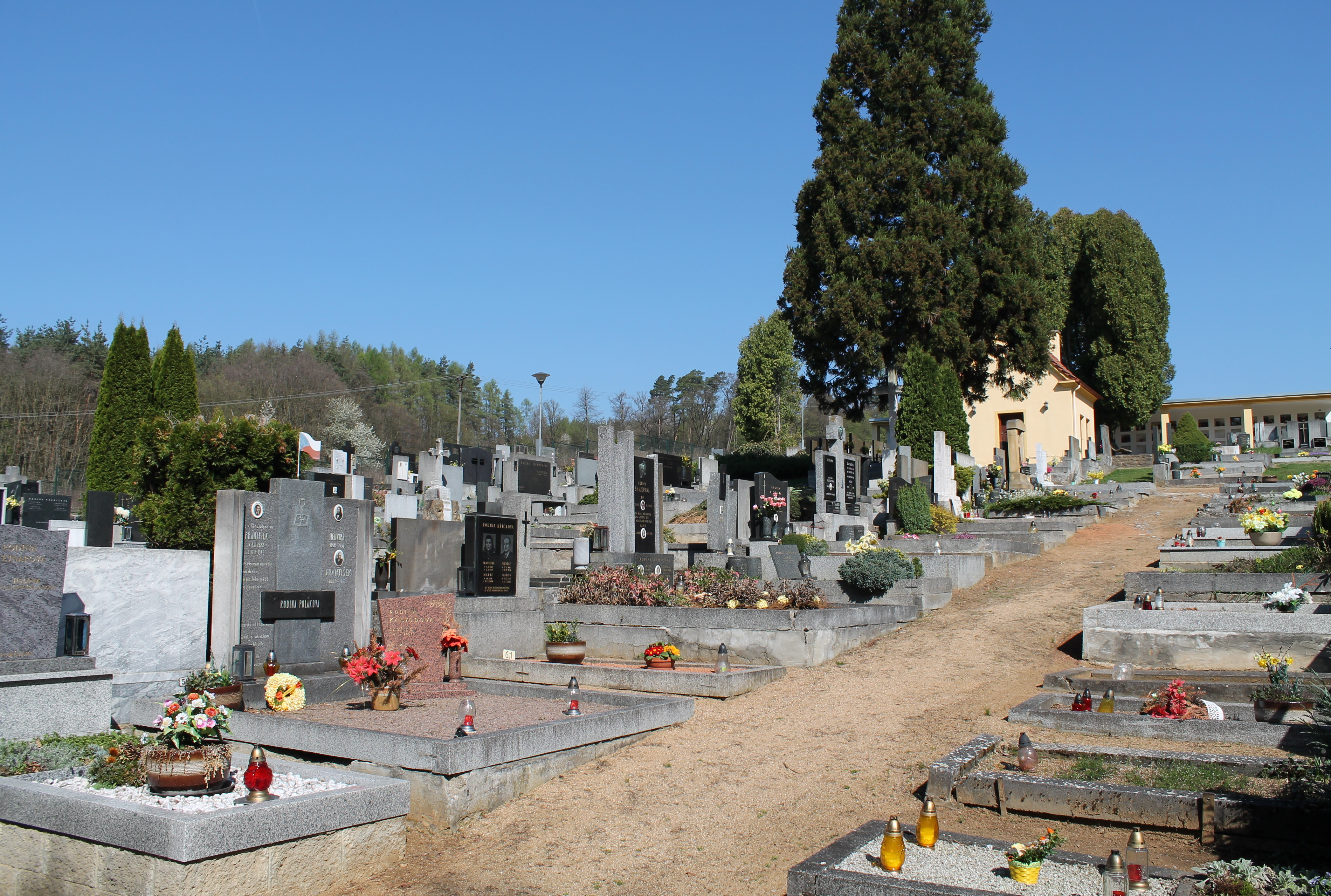
Řícmanický hřbitov
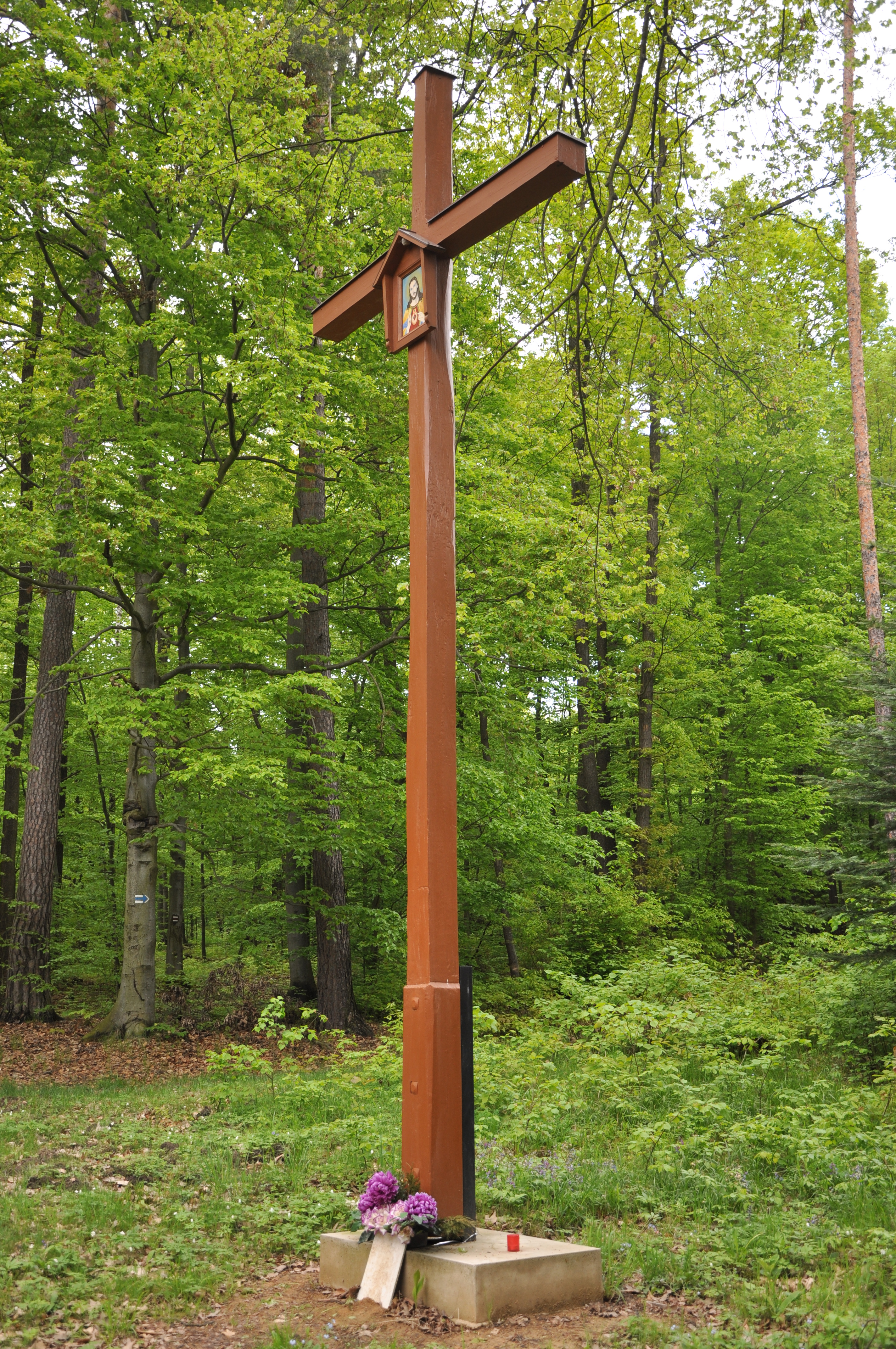
Zlámaný kříž u Řícmanic